# Klen v Mostech u Jablunkova
Klen v Mostech u Jablunkova, nazývaný také Javor klen v Mostech u Jablunkova nebo Klen v Mostech, je památný soliterní javor klen (Acer pseudoplatanus L.) na louce v Mostech u Jablunkova v okrese Frýdek-Místek. Geograficky se také nachází v pohoří Moravskoslezské Beskydy v regionu Horní Slezsko v Moravskoslezském kraji.

## Historie a popis
Strom je v dobrém zdravotním stavu a nachází se v nadmořské výšce 547 m. K ochraně byl vyhlášen pro svůj krajinotvorný význam. Podle údajů z roku 1999:
| Výška stromu:                 | 16 m          |
| Obvod kmene ve výčetní výšce: | 2,95 m        |
| Ochranné pásmo:               | dle zákona    |
| Datum prvního vyhlášení:      | 9. října 1999 |

## Další informace
Klen v Mostech u Jablunkova je celoročně volně přístupný.

## Galerie

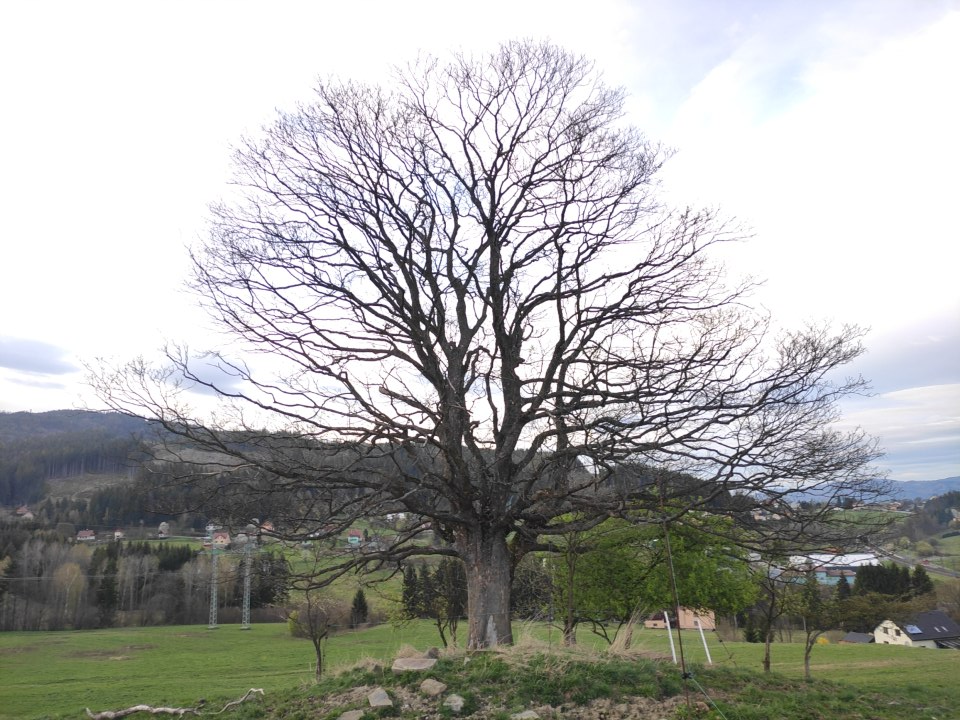
Celkový pohled na strom v lukách
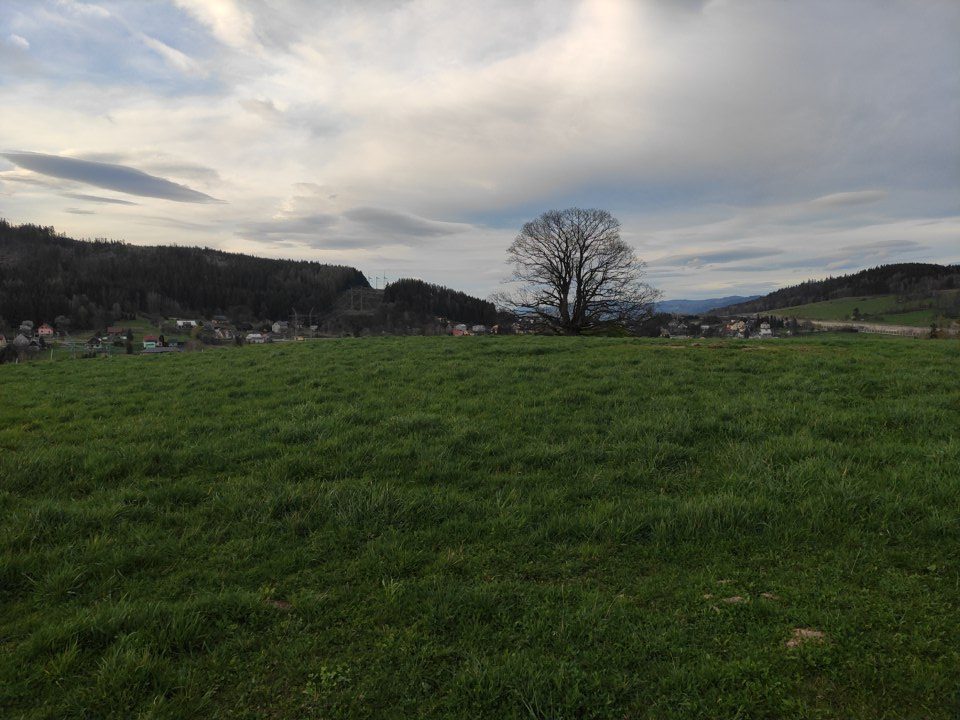
Osamělý klen v krajině